# Municipio de Fox (Iowa)
El municipio de Fox (en inglés: Fox Township) es uno de los diecisiete municipios ubicados en el condado de Black Hawk en el estado estadounidense de Iowa. En el año 2000 el municipio tenía una población de 520 habitantes y una densidad poblacional de 5,8 personas por km².

## Geografía
El municipio de Fox se encuentra ubicado en las coordenadas 42°25′49″N 92°06′46″O / 42.43028, -92.11278.